# Rita Famos
Rita Famos, née le 11 janvier 1966 à Zweisimmen, est une théologienne et pasteure suisse. Elle est élue présidente de l’Église évangélique réformée de Suisse en 2020. En août 2024, la Communion d'Églises protestantes en Europe (CEPE) élit Rita Famos comme présidente. 

## Biographie
Rita Famos est née le 1er novembre 1966 à Zweisimmen dans le canton suisse de Berne en Suisse. Elle grandit dans le Mittelland bernois, à Gotthelf d'Utzenstorf,. Après ses études à Berthoud, elle étudie la théologie à l’université de Berne de 1985 à 1992. Elle se forme aussi dans le domaine de la pastorale et de la psychologie pastorale, avec une certification en thérapie systémique au sein de l’université de Fribourg.
En 1993, Rita Famos est ordonnée pasteure par l'Église évangélique réformée de Suisse dans le canton de Berne et travaille à Uster. De 2000 à 2005, elle est doyenne du chapitre paroissial d’Uster, puis travaille à Enge (Zurich) (en) jusqu’en 2011. De 2008 à 2010, elle est la présentatrice de l'émission Das Wort zum Sonntag (de) à la Télévision suisse alémanique.
À partir de 2013, elle dirige un département de l'Église réformée de Zurich. En 2020, Rita Famos est élue à la tête de l’Église évangélique réformée de Suisse, c'est la première femme qui occupe ce poste. Elle remplace alors Gottfried Locher, démissionnaire, à la suite d'accusations pour abus sexuel, psychologique et spirituel par une collaboratrice. 
Rita Famos est élue, le 31 août 2024, à la présidence de la Communion d'Églises protestantes en Europe (CEPE) à Sibiu en Roumanie. Elle est secondée par l’évêque estonien Marko Titus et par le professeur de théologie allemand Georg Plasger (de),. Cette Communauté regroupe environ 50 millions de chrétiens protestants dans le monde.

## Prise de position
En 2023, Rita Famos considère qu'il est nécessaire d'enquêter sur des probables agressions sexuelles au sein de l'Église évangélique de Suisse. Elle évoque une étude de l'Église évangélique allemande et envisage de s'inspirer du travail fait en Allemagne pour installer un dispositif de protection en Suisse. Après la publication du rapport en Allemagne, qui dénombre près de 10 000 enfants abusés, Rita Famos demande une enquête approfondie en Suisse. L’objectif de l'enquête est de déterminer où et à quelle fréquence les agressions sexuelles ont été effectuées et pourquoi ces abus n'ont pas été rendus publics. Finalement les délégués des Églises évangéliques préfèrent mettre en œuvre une enquête interne et renforcer les mesures de prévention.

## Vie privée
Elle est mariée avec Cla Famos (it), ils ont deux enfants.